# زاویه تماس

زاویه تماس

زاویه تماس (انگلیسی: Contact angle) زاویه‌ای است، برای یک مایع (یا قطره) که میان سطح تماس مایع/بخار با جایی که مایع سطح جامد را لمس می‌کند تعریف می‌شود.

## ترشوندگی
زاویه تماس یک قطره از مایع با سطح آن در تعیین ترشوندگی، مؤثر است. هرچه زاویه تماس به صفر نزدیکتر باشد ترشوندگی بیشتر است. هرچه زاویه تماس به ۱۸۰ نزدیک‌تر باشد آب‌گریزی افزایش می‌یابد.
| زاویه تماس    | درجه ترشوندگی   | قدرت              | قدرت              |
| زاویه تماس    | درجه ترشوندگی   | برهم‌کنش جامد/مایع | برهم‌کنش مایع/مایع |
| ------------- | --------------- | ----------------- | ----------------- |
| θ = ۰         | تری کامل        | قوی               | ضعیف              |
| ۰ <θ <۹۰°     | ترشوندگی بالا   | قوی               | قوی               |
| ۰ <θ <۹۰°     | ترشوندگی بالا   | ضعیف              | ضعیف              |
| ۹۰° ≤ θ <۱۸۰° | ترشوندگی کم     | ضعیف              | قوی               |
| θ = ۱۸۰°      | ناترشوندگی کامل | ضعیف              | قوی               |

به حداکثر زاویه تماس یک قطره با سطح، زاویه پیشروی و کمینه زاویه تماس را زاویه پسروی می‌گویند. اختلاف میان زاویه‌های پیش‌روی و پس‌روی را پسماند زاویهٔ تماس می‌خوانند. قانون یانگ، ترشوندگی را برای یک سطح ایده‌آل تعریف می‌کند:
{\displaystyle \gamma _{SG}\ =\gamma _{SL}+\gamma _{LG}\cos {\theta }}
که در آن ɣ انرژی آزاد سطح میان سطح‌های مختلف مایع و جامد و گاز و θ زاویه تماس است.

## روش اندازه‌گیری
متداول‌ترین روش برای اندازه‌گیری زاویه تماس استاتیک، روش قطره بی‌پایه (sessile drop method) است. برای اندازه‌گیری زاویه تماس به این روش، از دستگاه اندازه‌گیری زاویه تماس قطره با سطح (Contact Angle Goniometer) استفاده می‌شود. این دستگاه دارای یک بخش تصویربرداری خاص از قطره می‌باشد که می‌تواند از خط تماس سه‌فازی جامد-مایع-گاز تصویربرداری کرده و سپس به کمک نرم‌افزارهای پردازش تصویر یا اپراتور، زاویه تماس قطره با سطح جامد را بدست می‌آورد.

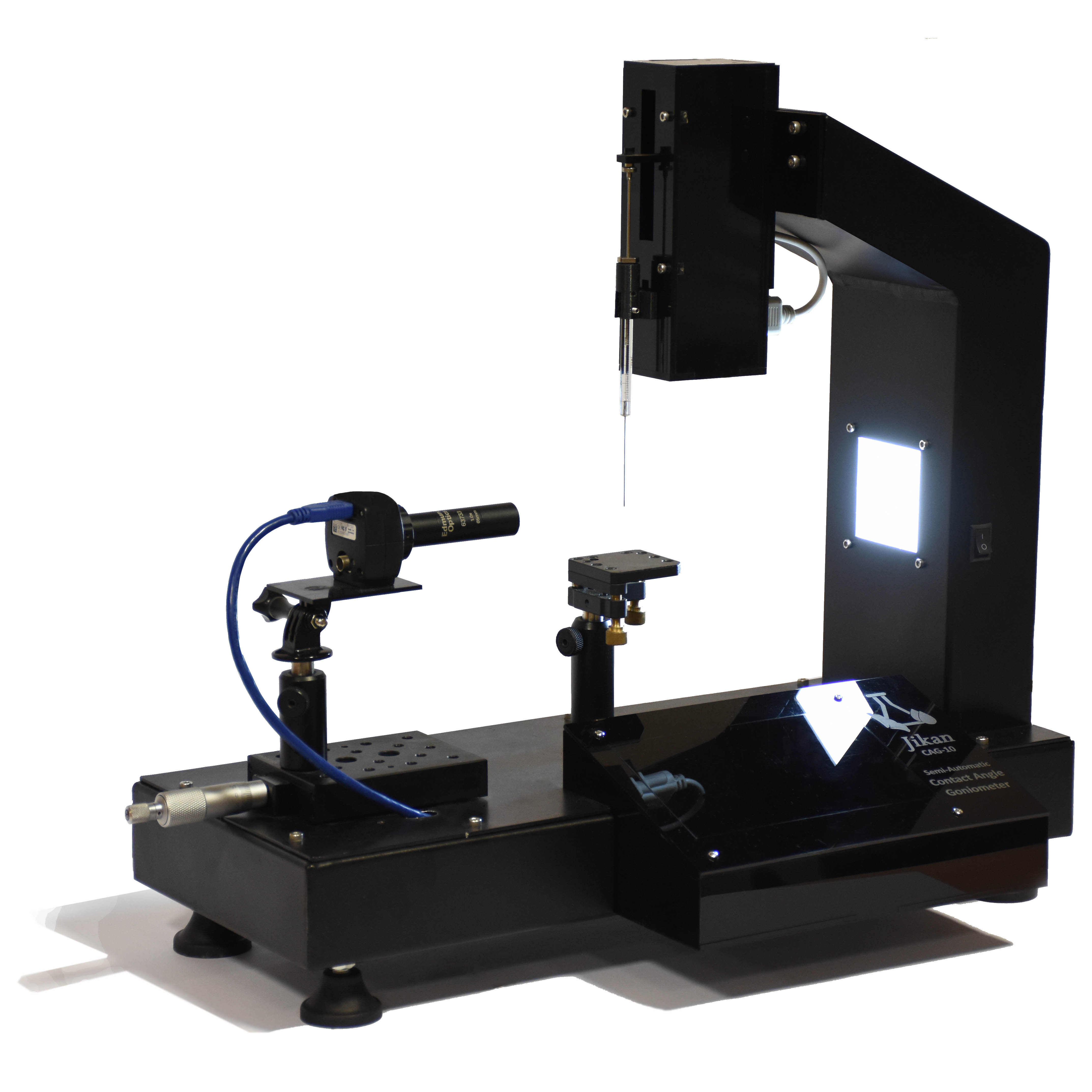
نمونه دستگاه اندازه‌گیری زاویه تماس